# Seoba Bunjevaca u Bačku 1687.
Seoba Hrvata Bunjevaca u Bačku 1687. bila je jedna od velikih seoba Hrvata u 17. stoljeću, koje su bile posljedicama osmanskih osvajanja i oslobađanja kršćanskih krajeva od osmanske vlasti. 
Ovo je bila druga velika seoba Hrvata u Bačku poslije one iz 1610. godine. Veliku ulogu u ovoj seobi imali su franjevci koji su funkcionirali kao privržena narodna inteligencija sveobuhvatna utjecaja, što je za posljedicu imalo da su narod gdje su djelovali napravili tvrdim katolicima. 
Franjevačka organizacijska i državnička sposobnost te utjecaj među bunjevačkim Hrvatima bio je toliki da je njihov poziv na iseljavanje 1686. naišao je na veliki odziv u narodu, a o tome svjedoče vjerodostojni povijesni podaci. Većina bunjevačkih Hrvata odselila je u zapadne dijelove Hrvatske koji su bili u vojnom režimu (Hrvatska vojna granica u Lici i Slavoniji), a manji dio od te skupine Hrvata odselio je u Bačku. Radilo se o 28.000 osoba. Franjevci su nastavili djelovati i u krajevima gdje su Hrvati odselili, a utjecaj su zadržali i dalje. Zabilježen je veliki rad bosanskih franjevaca u južnoj Ugarskoj.
Bunjevačke su Hrvate 1687. u Bačku poveli fra Anđelko Šarčević, Juraj Vidaković i Dujam Marković, a po odobrenju bečkog dvora. U Bačku i drugdje po Podunavlju su preveli iz Bosne i Hercegovine preveli oko 5000 duša iz istočne Bosne, iz Dubočca, Velike, Majevca, Modriča, Sevčine i Cuzmadagnja i naselili ih u okolinu Segeda, Baje, Sombora i Subotice (Bajski trokut). U krajeve gdje su doselili Hrvati su tijekom stotinjak godina obnašali dužnost graničara prema prema Osmanskom Carstvu koje je onda još uvijek bilo europska i svjetska velesila. 
Neke od doseljenih obitelji stekle su ratnim zaslugama plemićki status.